# Campionati giapponesi di pattinaggio di figura
Il All-Japan Figure Skating Championships (giapponese: 全日本フィギュアスケート選手権) è una gara di pattinaggio di figura che si svolge ogni anno per assegnare i titoli di campione nazionale del Giappone nelle discipline di individuale maschile e femminile, coppie di artistico e danza su ghiaccio. In alcuni anni alcuni titoli non sono stati assegnti per mancanza di partecipanti alla gara. I pattinatori gareggiano nella categoria senior. I pattinatori che appartengono alla categoria juniores si affrontano nel Campionato giapponese juniores.

### Individuale maschile

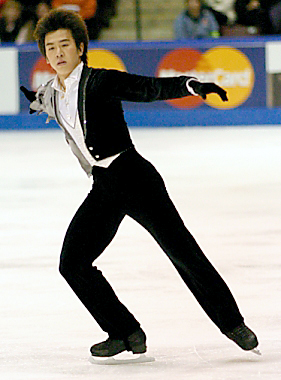
Takeshi Honda

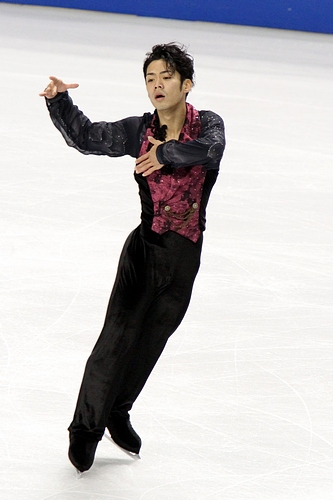
Daisuke Takahashi

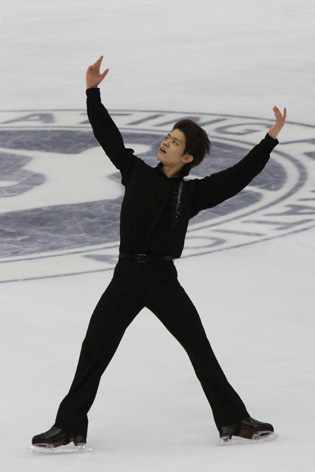
Takahiko Kozuka

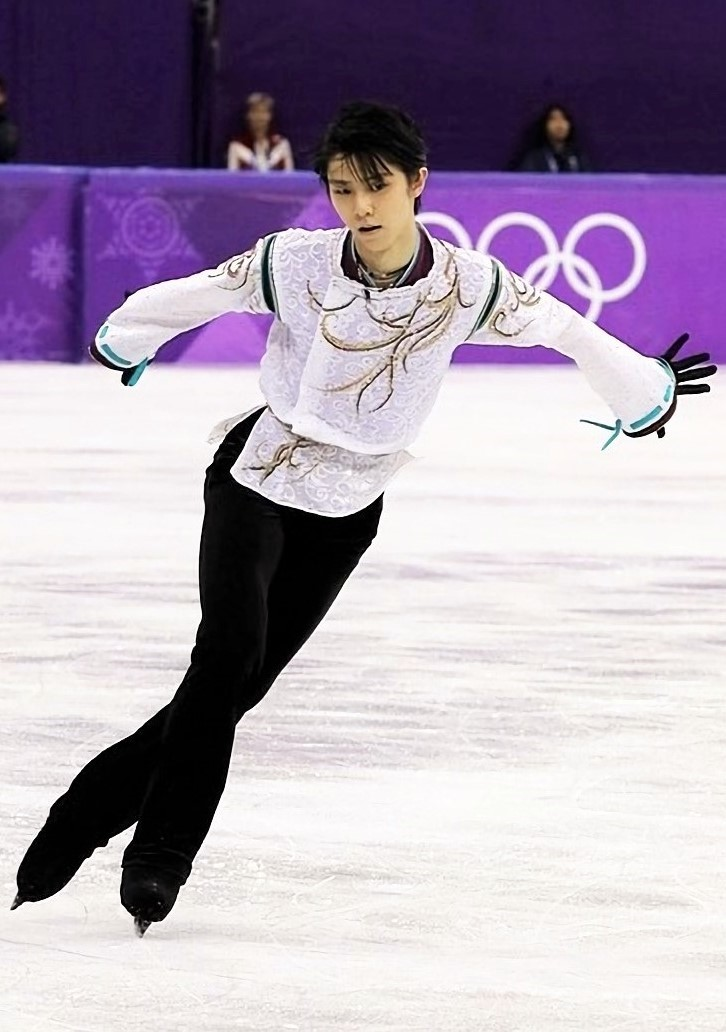
Yuzuru Hanyū

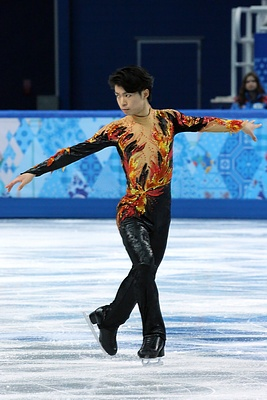
Tatsuki Machida

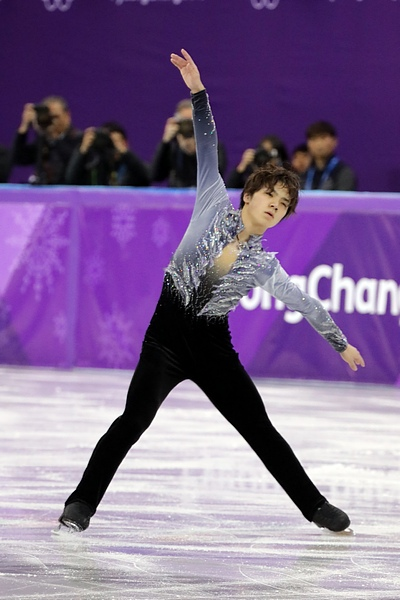
Shōma Uno

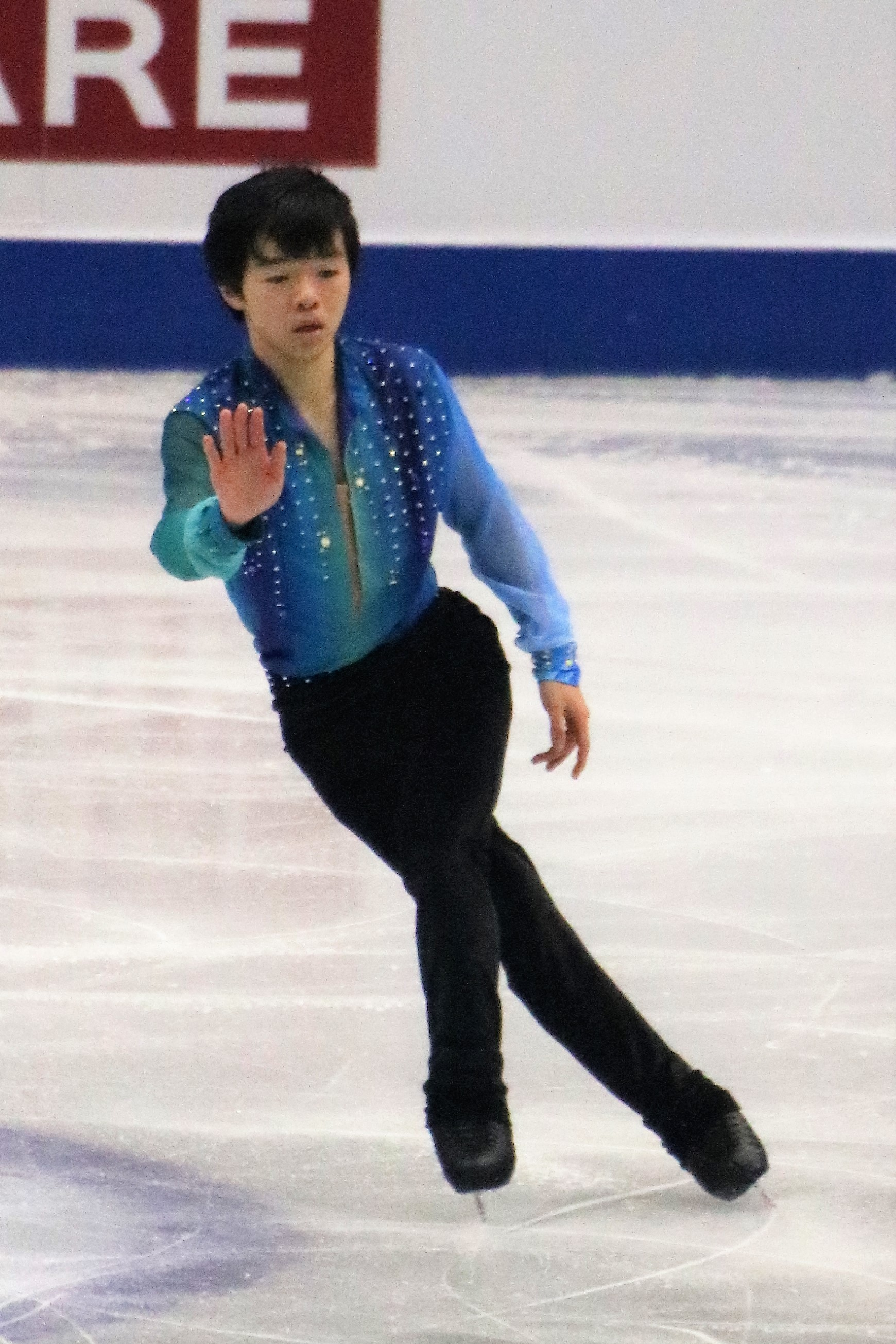
Yūma Kagiyama

### Individuale femminile

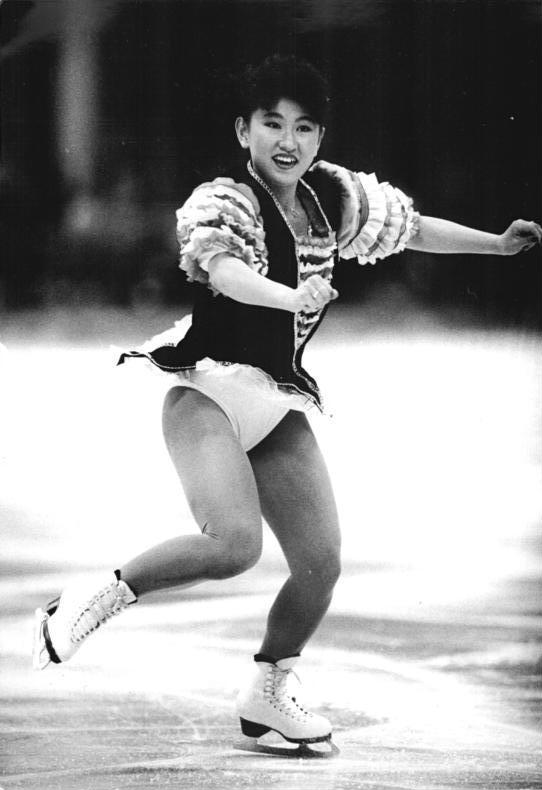
Midori Itō

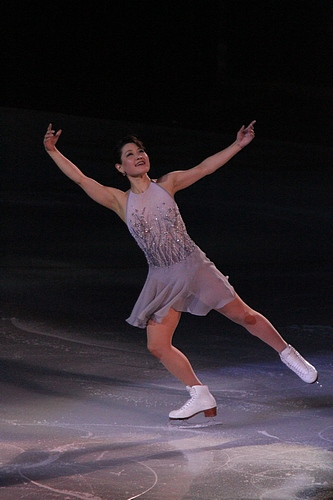
Yuka Satō

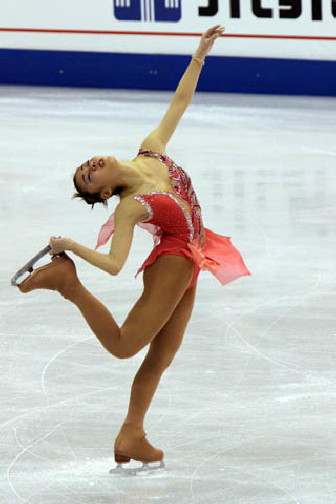
Fumie Suguri

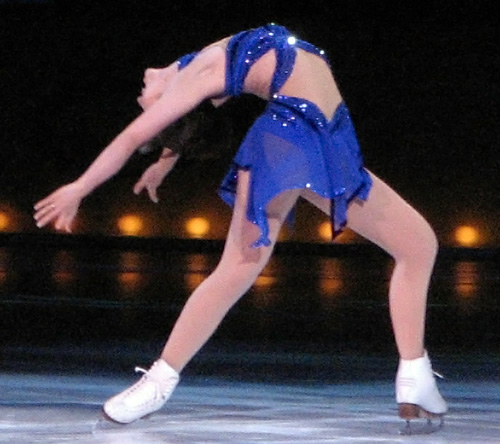
Shizuka Arakawa

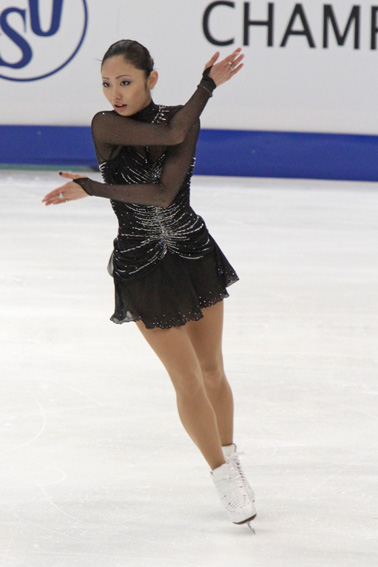
Miki Andō

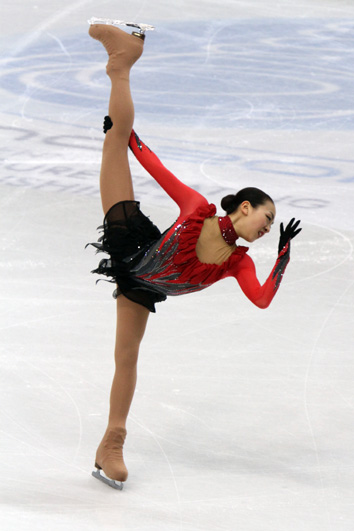
Mao Asada

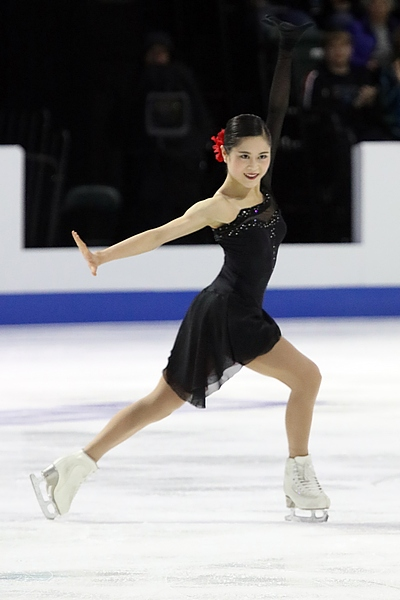
Satoko Miyahara

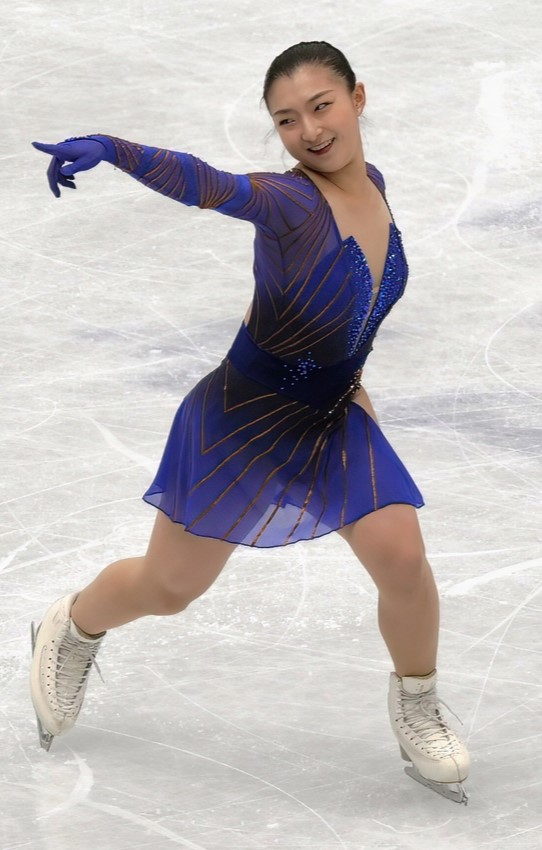
Kaori Sakamoto

### Coppie

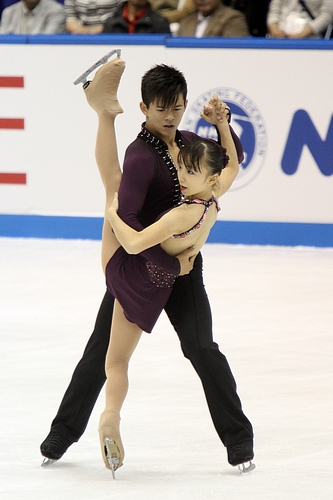
Narumi Takahashi / Mervin Tran

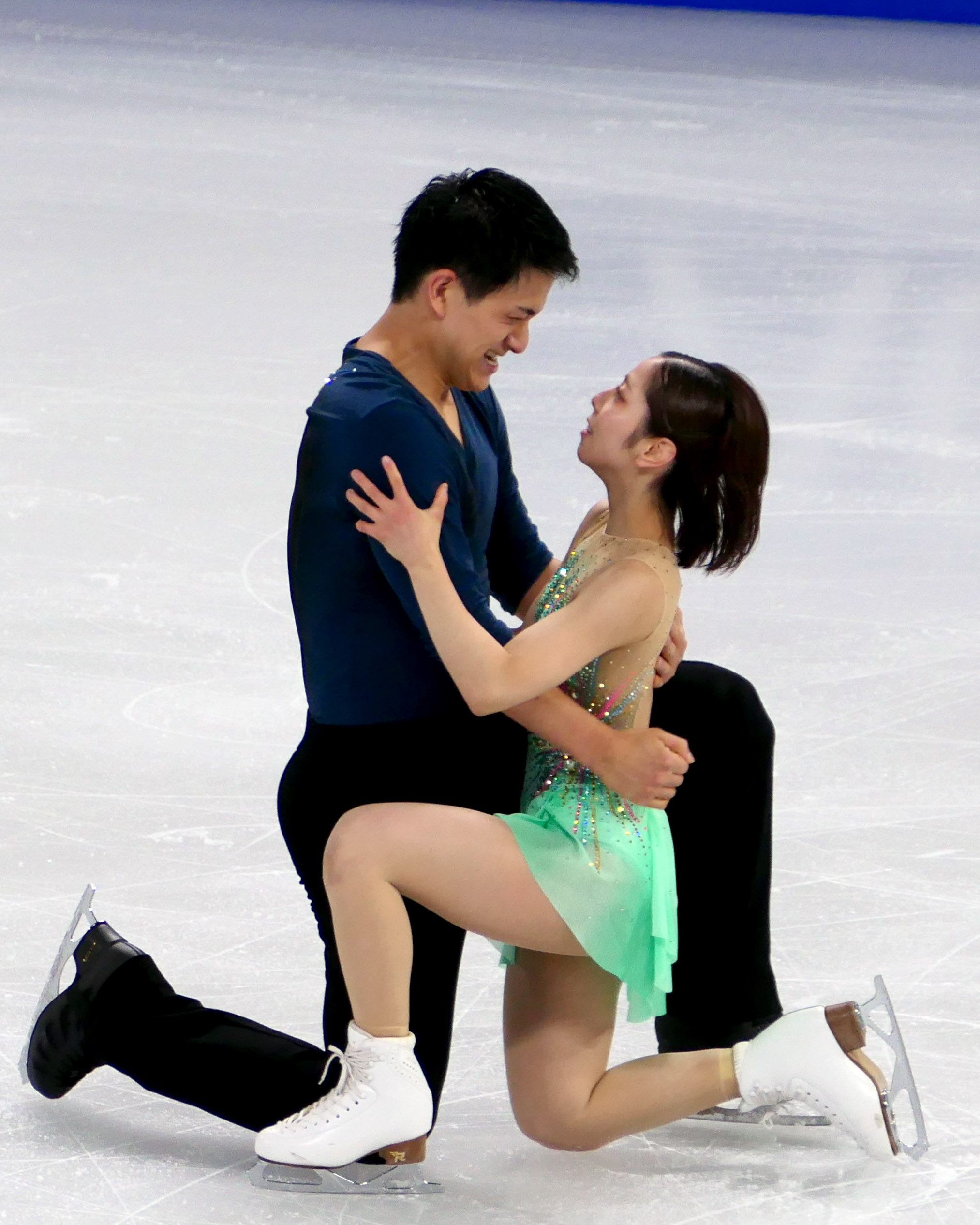
Miura e Kihara al Campionato del mondo nel 2024.

### Danza su ghiaccio

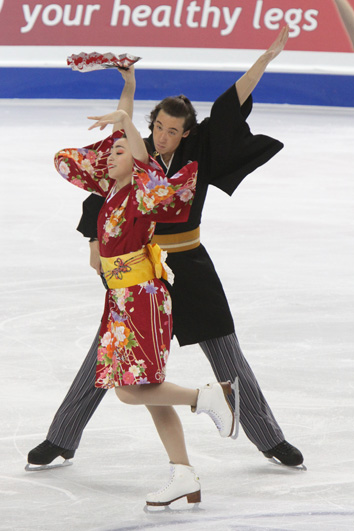
Cathy Reed / Chris Reed

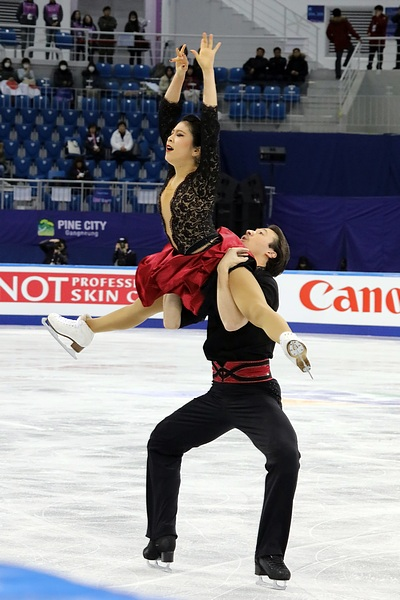
Kana Muramoto / Chris Reed

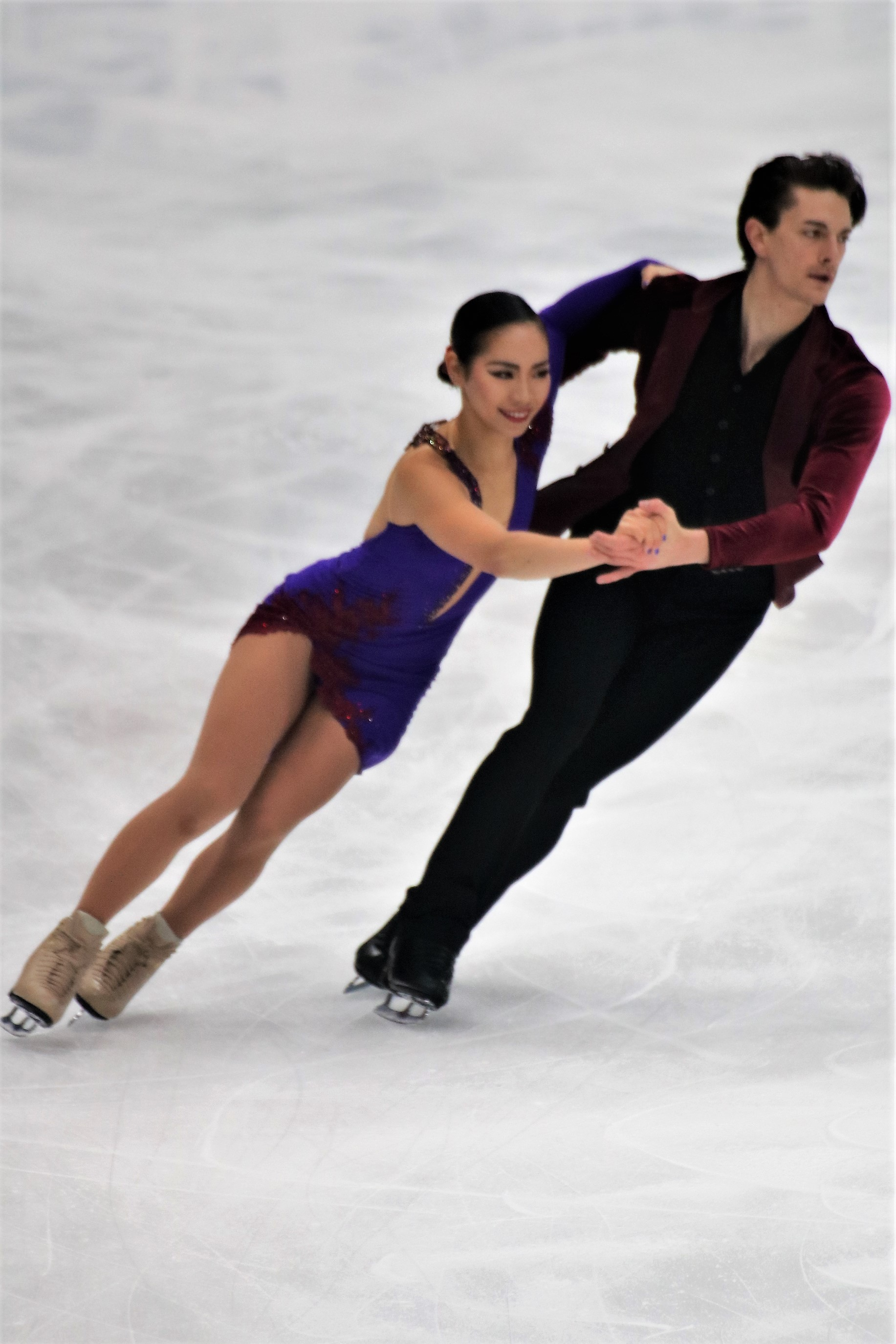
Misato Komatsubara / Tim Koleto

## Albo d’oro

### Individuale maschile[1]
| Stagione | Località                                                                 | Oro                                                                      | Argento                                                                  | Bronzo                                                                   | Dettagli |
| 1929–30  | Nikkō                                                                    | Makoto Kubo                                                              | Yukichi Kaneko                                                           | Susumu Kobayashi                                                         |          |
| 1930–31  | Sendai                                                                   | Kazuyoshi Oimatsu                                                        | Ryuichi Obitani                                                          | Susumu Kobayashi                                                         |          |
| 1931–32  | Shimosuwa                                                                | Kingo Sato                                                               | Toshikazu Katayama                                                       | Yoshizou Wada                                                            |          |
| 1932–33  | Tokyo                                                                    | Toshikazu Katayama                                                       | Kazuyoshi Oimatsu                                                        | Tsugio Hasegawa                                                          |          |
| 1933–34  | Tokyo                                                                    | Toshikazu Katayama                                                       | Zenjiro Watanabe                                                         | Tsugio Hasegawa                                                          |          |
| 1934–35  | Tokyo                                                                    | Toshikazu Katayama                                                       | Tsugio Hasegawa                                                          | Kazuyoshi Oimatsu                                                        |          |
| 1935–36  | Tokyo                                                                    | Seiji Kitagawa                                                           | Katsutoshi Kobayashi                                                     | Shin Kurahashi                                                           |          |
| 1936–37  | Tokyo                                                                    | Toshikazu Katayama                                                       | Zenjiro Watanabe                                                         | Tsugio Hasegawa                                                          |          |
| 1937–38  | Tokyo                                                                    | Toshikazu Katayama                                                       | Hiroshi Kanda                                                            | Fujimaru Shouzushima                                                     |          |
| 1938–39  | Tokyo                                                                    | Hiroshi Kanda                                                            | Ryusuke Arisaka                                                          | Fujimaru Shouzushima                                                     |          |
| 1939–40  | Tokyo                                                                    | Ryusuke Arisaka                                                          | Hiroshi Kanda                                                            | Fujimaru Shouzushima                                                     |          |
| 1940–41  | Tokyo                                                                    | Ryusuke Arisaka                                                          | Katsumi Sakai                                                            | Fujimaru Shouzushima                                                     |          |
| 1941–46  | Le competizioni non si sono svolte a causa della Seconda guerra mondiale | Le competizioni non si sono svolte a causa della Seconda guerra mondiale | Le competizioni non si sono svolte a causa della Seconda guerra mondiale | Le competizioni non si sono svolte a causa della Seconda guerra mondiale |          |
| 1946–47  | Hachinohe                                                                | Ryusuke Arisaka                                                          | Tatsujiro Kawashima                                                      | Kiyoshi Iwasaki                                                          |          |
| 1947–48  | Morioka                                                                  | Ryusuke Arisaka                                                          | Naoshige Shiota                                                          | Suzuo Haraguchi                                                          |          |
| 1948–49  | Suwa                                                                     | Competizione annullata                                                   | Competizione annullata                                                   | Competizione annullata                                                   |          |
| 1949–50  | Tomakomai                                                                | Katsumi Sakai                                                            | Masamizu Kobayashi                                                       | Suzuo Haraguchi                                                          |          |
| 1950–51  | Nikkō                                                                    | Ryusuke Arisaka                                                          | Naoshige Shiota                                                          | Masamizu Kobayashi                                                       |          |
| 1951–52  | Tokyo                                                                    |                                                                          |                                                                          |                                                                          |          |
| 1952–53  | Tokyo                                                                    | Jack B. Jost                                                             | Naoshige Shiota                                                          | Masamizu Kobayashi                                                       |          |
| 1953–54  | Osaka                                                                    | Masamizu Kobayashi                                                       | Tetsutaro Tanaka                                                         | Shuichi Sugimoto                                                         |          |
| 1954–55  | Tokyo                                                                    | Kazuo Ōhashi                                                             | Yukio Nishikura                                                          | Masamizu Kobayashi                                                       |          |
| 1955–56  | Kyoto                                                                    | Hideo Sugita                                                             | Kazuo Ōhashi                                                             | Nobuo Sato                                                               |          |
| 1956–57  | Tokyo                                                                    | Nobuo Sato                                                               | Yukio Nishikura                                                          | Hideo Sugita                                                             |          |
| 1957–58  | Tokyo                                                                    | Nobuo Sato                                                               | Yukio Nishikura                                                          | Hideo Sugita                                                             |          |
| 1958–59  | Osaka                                                                    | Nobuo Sato                                                               | Yukio Nishikura                                                          | Hideo Sugita                                                             |          |
| 1959–60  | Tokyo                                                                    | Nobuo Sato                                                               | Yukio Nishikura                                                          | Hideo Sugita                                                             |          |
| 1960–61  | Tokyo                                                                    | Nobuo Sato                                                               | Hideo Sugita                                                             | Yutaka Dōke                                                              |          |
| 1961–62  | Osaka                                                                    | Nobuo Sato                                                               | Hideo Sugita                                                             | Masato Tamura                                                            |          |
| 1962–63  | Tokyo                                                                    | Nobuo Sato                                                               | Yoshiyuki Koizumi                                                        | Yutaka Dōke                                                              |          |
| 1963–64  | Tokyo                                                                    | Nobuo Sato                                                               | Yoshiyuki Koizumi                                                        | Masato Tamura                                                            |          |
| 1964–65  | Osaka                                                                    | Nobuo Sato                                                               | Tsuguhiko Kozuka                                                         | Masato Tamura                                                            |          |
| 1965–66  | Tomakomai                                                                | Nobuo Sato                                                               | Tsuguhiko Kozuka                                                         | Yutaka Higuchi                                                           |          |
| 1966–67  | Tokyo                                                                    | Tsuguhiko Kozuka                                                         | Masato Tamura                                                            | Yutaka Higuchi                                                           |          |
| 1967–68  | Tokyo                                                                    | Tsuguhiko Kozuka                                                         | Yutaka Higuchi                                                           | Masato Tamura                                                            |          |
| 1968–69  | Tokyo                                                                    | Tsuguhiko Kozuka                                                         | Akira Yoshizawa                                                          | Tomomi Sato                                                              |          |
| 1969–70  | Osaka                                                                    | Yutaka Higuchi                                                           | Akira Yoshizawa                                                          | Tomomi Sato                                                              |          |
| 1970–71  | Tokyo                                                                    | Yutaka Higuch                                                            | Tsuguhiko Kozuka                                                         | Minoru Sano                                                              |          |
| 1971–72  | Sapporo                                                                  | Yutaka Higuchi                                                           | Minoru Sano                                                              | Tsuguhiko Kozuka                                                         |          |
| 1972–73  | Osaka                                                                    | Minoru Sano                                                              | Tomomi Sato                                                              | Mitsuru Matsumura                                                        |          |
| 1973–74  | Kyoto                                                                    | Minoru Sano                                                              | Mitsuru Matsumura                                                        | Yoshinori Onishi                                                         |          |
| 1974–75  | Hiroshima                                                                | Minoru Sano                                                              | Mitsuru Matsumura                                                        | Fumio Igarashi                                                           |          |
| 1975–76  | Tokyo                                                                    | Minoru Sano                                                              | Mitsuru Matsumura                                                        | Fumio Igarashi                                                           |          |
| 1976–77  | Tokyo                                                                    | Minoru Sano                                                              | Mitsuru Matsumura                                                        | Fumio Igarashi                                                           |          |
| 1977–78  | Kyoto                                                                    | Fumio Igarashi                                                           | Mitsuru Matsumura                                                        | Takashi Mura                                                             |          |
| 1978–79  | Tokyo                                                                    | Mitsuru Matsumura                                                        | Fumio Igarashi                                                           | Shinji Someya                                                            |          |
| 1979–80  | Tokyo                                                                    | Fumio Igarashi                                                           | Mitsuru Matsumura                                                        | Takashi Mura                                                             |          |
| 1980–81  | Tokyo                                                                    | Fumio Igarashi                                                           | Takashi Mura                                                             | Masaru Ogawa                                                             |          |
| 1981–82  | Tokyo                                                                    | Fumio Igarashi                                                           | Mitsuru Matsumura                                                        | Takashi Mura                                                             |          |
| 1982–83  | Tokyo                                                                    | Shinji Someya                                                            | Takashi Mura                                                             | Masaru Ogawa                                                             |          |
| 1983–84  | Tokyo                                                                    | Masaru Ogawa                                                             | Takashi Mura                                                             | Makoto Kano                                                              |          |
| 1984–85  | Tokyo                                                                    | Masaru Ogawa                                                             | Makoto Kano                                                              | Tatsuya Fujii                                                            |          |
| 1985–86  | Tokyo                                                                    | Masaru Ogawa                                                             | Makoto Kano                                                              | Tatsuya Fujii                                                            |          |
| 1986–87  | Tokyo                                                                    | Masaru Ogawa                                                             | Makoto Kano                                                              | Tatsuya Fujii                                                            |          |
| 1987–88  | Tokyo                                                                    | Makoto Kano                                                              | Tatsuya Fujii                                                            | Mitsuaki Takeuchi                                                        |          |
| 1988–89  | Tokyo                                                                    | Makoto Kano                                                              | Mitsuhiro Murata                                                         | Tatsuya Fujii                                                            |          |
| 1989–90  | Kitakyushu                                                               | Tatsuya Fujii                                                            | Masakazu Kagiyama                                                        | Mitsuhiro Murata                                                         |          |
| 1990–91  | Yokohama                                                                 | Masakazu Kagiyama                                                        | Mitsuhiro Murata                                                         | Daisuke Nishikawa                                                        |          |
| 1991–92  | Kōbe                                                                     | Masakazu Kagiyama                                                        | Mitsuhiro Murata                                                         | Noritomo Taniuchi                                                        |          |
| 1992–93  | Nagoya                                                                   | Masakazu Kagiyama                                                        | Tomoaki Koyama                                                           | Fumihiro Oikawa                                                          |          |
| 1993–94  | Yokohama                                                                 | Fumihiro Oikawa                                                          | Masakazu Kagiyama                                                        | Yoshiaki Takeuchi                                                        |          |
| 1994–95  | Kōbe                                                                     | Shin Amano                                                               | Naoki Shigematsu                                                         | Seiichi Suzuki                                                           |          |
| 1995–96  | Yokohama                                                                 | Takeshi Honda                                                            | Naoki Shigematsu                                                         | Makoto Okazaki                                                           |          |
| 1996–97  | Nagano                                                                   | Takeshi Honda                                                            | Yamato Tamura                                                            | Makoto Okazaki                                                           |          |
| 1997–98  | Kōbe                                                                     | Yamato Tamura                                                            | Naoki Shigematsu                                                         | Yosuke Takeuchi                                                          |          |
| 1998–99  | Yokohama                                                                 | Yosuke Takeuchi                                                          | Naoki Shigematsu                                                         | Yamato Tamura                                                            |          |
| 1999–00  | Fukuoka                                                                  | Takeshi Honda                                                            | Yamato Tamura                                                            | Naoki Shigematsu                                                         |          |
| 2000–01  | Nagano                                                                   | Takeshi Honda                                                            | Yamato Tamura                                                            | Yosuke Takeuchi                                                          | [ 2 ]    |
| 2001–02  | Osaka                                                                    | Yosuke Takeuchi                                                          | Yamato Tamura                                                            | Makoto Okazaki                                                           | [ 3 ]    |
| 2002–03  | Kyoto                                                                    | Takeshi Honda                                                            | Yamato Tamura                                                            | Kensuke Nakaniwa                                                         | [ 4 ]    |
| 2003–04  | Nagano                                                                   | Yamato Tamura                                                            | Kazumi Kishimoto                                                         | Daisuke Takahashi                                                        | [ 5 ]    |
| 2004–05  | Yokohama                                                                 | Takeshi Honda                                                            | Kensuke Nakaniwa                                                         | Nobunari Oda                                                             | [ 6 ]    |
| 2005–06  | Tokyo                                                                    | Daisuke Takahashi                                                        | Nobunari Oda                                                             | Kensuke Nakaniwa                                                         | [ 7 ]    |
| 2006–07  | Nagoya                                                                   | Daisuke Takahashi                                                        | Nobunari Oda                                                             | Yasuharu Nanri                                                           | [ 8 ]    |
| 2007–08  | Kadoma                                                                   | Daisuke Takahashi                                                        | Takahiko Kozuka                                                          | Yasuharu Nanri                                                           | [ 9 ]    |
| 2008–09  | Nagano                                                                   | Nobunari Oda                                                             | Takahiko Kozuka                                                          | Takahito Mura                                                            | [ 10 ]   |
| 2009–10  | Kadoma                                                                   | Daisuke Takahashi                                                        | Nobunari Oda                                                             | Takahiko Kozuka                                                          | [ 11 ]   |
| 2010–11  | Nagano                                                                   | Takahiko Kozuka                                                          | Nobunari Oda                                                             | Daisuke Takahashi                                                        | [ 12 ]   |
| 2011–12  | Kadoma                                                                   | Daisuke Takahashi                                                        | Takahiko Kozuka                                                          | Yuzuru Hanyū                                                             | [ 13 ]   |
| 2012–13  | Sapporo                                                                  | Yuzuru Hanyū                                                             | Daisuke Takahashi                                                        | Takahito Mura                                                            | [ 14 ]   |
| 2013–14  | Saitama                                                                  | Yuzuru Hanyū                                                             | Tatsuki Machida                                                          | Takahiko Kozuka                                                          | [ 15 ]   |
| 2014–15  | Nagano                                                                   | Yuzuru Hanyū                                                             | Shōma Uno                                                                | Takahiko Kozuka                                                          | [ 16 ]   |
| 2015–16  | Sapporo                                                                  | Yuzuru Hanyū                                                             | Shōma Uno                                                                | Takahito Mura                                                            | [ 17 ]   |
| 2016–17  | Osaka                                                                    | Shōma Uno                                                                | Keiji Tanaka                                                             | Takahito Mura                                                            | [ 18 ]   |
| 2017–18  | Tokyo                                                                    | Shōma Uno                                                                | Keiji Tanaka                                                             | Takahito Mura                                                            | [ 19 ]   |
| 2018–19  | Osaka                                                                    | Shōma Uno                                                                | Daisuke Takahashi                                                        | Keiji Tanaka                                                             | [ 20 ]   |
| 2019–20  | Tokyo                                                                    | Shōma Uno                                                                | Yuzuru Hanyū                                                             | Yūma Kagiyama                                                            | [ 21 ]   |
| 2020–21  | Nagano                                                                   | Yuzuru Hanyū                                                             | Shōma Uno                                                                | Yūma Kagiyama                                                            | [ 22 ]   |
| 2021–22  | Saitama                                                                  | Yuzuru Hanyū                                                             | Shōma Uno                                                                | Yūma Kagiyama                                                            | [ 23 ]   |
| 2022–23  | Osaka                                                                    | Shōma Uno                                                                | Koshiro Shimada                                                          | Kazuki Tomono                                                            | [ 24 ]   |
| 2023–24  | Nagano                                                                   | Shōma Uno                                                                | Yūma Kagiyama                                                            | Sōta Yamamoto                                                            | [ 25 ]   |
| 2024–25  | Kadoma                                                                   | Yūma Kagiyama                                                            | Rio Nakata                                                               | Tatsuya Tsuboi                                                           | [ 26 ]   |

### Individuale femminile[27]
| Stagione | Località                                                                 | Oro                                                                      | Argento                                                                  | Bronzo                                                                   | Dettagli |
| 1934–35  | Tokyo                                                                    | Etsuko Inada                                                             | Tamako Togo                                                              | Mitsuko Tezuka                                                           |          |
| 1935–36  | Tokyo                                                                    | Tamako Togo                                                              | Yoshiko Tsukioka                                                         | Mitsuko Tezuka                                                           |          |
| 1936–37  | Tokyo                                                                    | Etsuko Inada                                                             | Yoshiko Tsukioka                                                         | Kinuko Nakamura                                                          |          |
| 1937–38  | Tokyo                                                                    | Etsuko Inada                                                             | Yoshiko Tsukioka                                                         | Kinuko Nakamura                                                          |          |
| 1938–39  | Tokyo                                                                    | Etsuko Inada                                                             | Kinuko Nakamura                                                          | Michiko Yano                                                             |          |
| 1939–40  | Tokyo                                                                    | Etsuko Inada                                                             | Yoshiko Tsukioka                                                         | Michiko Yano                                                             |          |
| 1940–41  | Tokyo                                                                    | Etsuko Inada                                                             | Yoshiko Tsukioka                                                         | Tsuyako Yamashita                                                        |          |
| 1941–46  | Le competizioni non si sono svolte a causa della Seconda guerra mondiale | Le competizioni non si sono svolte a causa della Seconda guerra mondiale | Le competizioni non si sono svolte a causa della Seconda guerra mondiale | Le competizioni non si sono svolte a causa della Seconda guerra mondiale |          |
| 1946–47  | Hachinohe                                                                | Yoshiko Tsukioka                                                         | Tsuyako Yamashita                                                        | Kyoko Tokue                                                              |          |
| 1947–48  | Morioka                                                                  | Yoshiko Tsukioka                                                         | Tsuyako Yamashita                                                        | Reiko Kato                                                               |          |
| 1948–49  | Suwa                                                                     | Competizione cancellata                                                  | Competizione cancellata                                                  | Competizione cancellata                                                  |          |
| 1949–50  | Tomakomai                                                                |                                                                          |                                                                          |                                                                          |          |
| 1950–51  | Nikkō                                                                    | Etsuko Inada                                                             | Yoshiko Tsukioka                                                         | Tsuyako Yamashita                                                        |          |
| 1951–52  | Tokyo                                                                    |                                                                          |                                                                          |                                                                          |          |
| 1952–53  | Tokyo                                                                    | Yoshiko Tsukioka                                                         | Reiko Kobayashi                                                          | Nana Aeba                                                                |          |
| 1953–54  | Osaka                                                                    | Tsuyako Yamashita                                                        | Reiko Kobayashi                                                          |                                                                          |          |
| 1954–55  | Tokyo                                                                    | Tsuyako Yamashita                                                        | Yoko Midoro                                                              | Hisako Honda                                                             |          |
| 1955–56  | Kyoto                                                                    | Junko Ueno                                                               | Yoko Midoro                                                              | Yuko Araki                                                               |          |
| 1956–57  | Tokyo                                                                    | Junko Ueno                                                               | Yuko Araki                                                               | Miwa Fukuhara                                                            |          |
| 1957–58  | Tokyo                                                                    | Junko Ueno                                                               | Miwa Fukuhara                                                            | Hitomi Kurahashi                                                         |          |
| 1958–59  | Osaka                                                                    | Junko Ueno                                                               | Miwa Fukuhara                                                            | Kumiko Okawa                                                             |          |
| 1959–60  | Tokyo                                                                    | Miwa Fukuhara                                                            | Junko Ueno                                                               | Kumiko Okawa                                                             |          |
| 1960–61  | Tokyo                                                                    | Junko Ueno                                                               | Miwa Fukuhara                                                            | Kumiko Okawa                                                             |          |
| 1961–62  | Osaka                                                                    | Miwa Fukuhara                                                            | Junko Ueno                                                               | Kumiko Okawa                                                             |          |
| 1962–63  | Tokyo                                                                    | Miwa Fukuhara                                                            | Kumiko Okawa                                                             | Junko Ueno                                                               |          |
| 1963–64  | Tokyo                                                                    | Miwa Fukuhara                                                            | Kumiko Okawa                                                             | Junko Ueno                                                               |          |
| 1964–65  | Osaka                                                                    | Miwa Fukuhara                                                            | Kumiko Okawa                                                             | Kazumi Onishi                                                            |          |
| 1965–66  | Tomakomai                                                                | Miwa Fukuhara                                                            | Kumiko Okawa                                                             | Haruko Ishida                                                            |          |
| 1966–67  | Tokyo                                                                    | Kumiko Okawa                                                             | Miwa Fukuhara                                                            | Kazumi Onishi                                                            |          |
| 1967–68  | Tokyo                                                                    | Kumiko Okawa                                                             | Kazumi Onishi                                                            | Haruko Ishida                                                            |          |
| 1968–69  | Tokyo                                                                    | Kazumi Onishi                                                            | Keiko Miyagawa                                                           | Keiko Yuzawa                                                             |          |
| 1969–70  | Osaka                                                                    | Kazumi Onishi                                                            | Keiko Miyagawa                                                           | Harumi Yoshizawa                                                         |          |
| 1970–71  | Tokyo                                                                    | Kazumi Onishi                                                            | Shuko Takeyama                                                           | Harumi Yoshizawa                                                         |          |
| 1971–72  | Sapporo                                                                  | Kazumi Onishi                                                            | Shuko Takeyama                                                           | Keiko Yuzawa                                                             |          |
| 1972–73  | Osaka                                                                    | Emi Watanabe                                                             | Miwako Ohashi                                                            | Keiko Yuzawa                                                             |          |
| 1973–74  | Kyoto                                                                    | Emi Watanabe                                                             | Miwako Ohashi                                                            | Shinobu Watanabe                                                         |          |
| 1974–75  | Hiroshima                                                                | Emi Watanabe                                                             | Miwako Ohashi                                                            | Shinobu Watanabe                                                         |          |
| 1975–76  | Tokyo                                                                    | Emi Watanabe                                                             | Shinobu Watanabe                                                         | Reiko Kobayashi                                                          |          |
| 1976–77  | Tokyo                                                                    | Emi Watanabe                                                             | Reiko Kobayashi                                                          | Shinobu Watanabe                                                         |          |
| 1977–78  | Kyoto                                                                    | Emi Watanabe                                                             | Reiko Kobayashi                                                          | Mariko Yoshida                                                           |          |
| 1978–79  | Tokyo                                                                    | Emi Watanabe                                                             | Reiko Kobayashi                                                          | Mariko Yoshida                                                           |          |
| 1979–80  | Tokyo                                                                    | Emi Watanabe                                                             | Reiko Kobayashi                                                          | Yoko Yakushi                                                             |          |
| 1980–81  | Tokyo                                                                    | Reiko Kobayashi                                                          | Mariko Yoshida                                                           | Midori Itō                                                               |          |
| 1981–82  | Tokyo                                                                    | Mariko Yoshida                                                           | Masako Kato                                                              | Yukiko Okabe                                                             |          |
| 1982–83  | Tokyo                                                                    | Juri Ozawa                                                               | Megumi Aotani                                                            | Sachie Yuki                                                              |          |
| 1983–84  | Tokyo                                                                    | Masako Kato                                                              | Midori Itō                                                               | Yukari Yoshimori                                                         |          |
| 1984–85  | Tokyo                                                                    | Midori Itō                                                               | Masako Kato                                                              | Sachie Yuki                                                              |          |
| 1985–86  | Tokyo                                                                    | Midori Itō                                                               | Sachie Yuki                                                              | Juri Ozawa                                                               |          |
| 1986–87  | Tokyo                                                                    | Midori Itō                                                               | Masako Kato                                                              | Yukiko Kashihara                                                         |          |
| 1987–88  | Tokyo                                                                    | Midori Itō                                                               | Junko Yaginuma                                                           | Yuka Satō                                                                |          |
| 1988–89  | Tokyo                                                                    | Midori Itō                                                               | Junko Yaginuma                                                           | Yuka Satō                                                                |          |
| 1989–90  | Fukuoka                                                                  | Midori Itō                                                               | Yuka Satō                                                                | Junko Yaginuma                                                           |          |
| 1990–91  | Yokohama                                                                 | Midori Itō                                                               | Mari Asanuma                                                             | Junko Yaginuma                                                           |          |
| 1991–92  | Kōbe                                                                     | Midori Itō                                                               | Yuka Satō                                                                | Junko Yaginuma                                                           |          |
| 1992–93  | Nagoya                                                                   | Yuka Satō                                                                | Junko Yaginuma                                                           | Kumiko Koiwai                                                            |          |
| 1993–94  | Yokohama                                                                 | Yuka Satō                                                                | Rena Inoue                                                               | Kumiko Koiwai                                                            |          |
| 1994–95  | Kōbe                                                                     | Hanae Yokoya                                                             | Junko Yaginuma                                                           | Kumiko Koiwai                                                            |          |
| 1995–96  | Yokohama                                                                 | Midori Itō                                                               | Hanae Yokoya                                                             | Hiromi Sano                                                              |          |
| 1996–97  | Nagano                                                                   | Fumie Suguri                                                             | Shizuka Arakawa                                                          | Yuka Kanazawa                                                            |          |
| 1997–98  | Kōbe                                                                     | Shizuka Arakawa                                                          | Fumie Suguri                                                             | Rena Inoue                                                               |          |
| 1998–99  | Yokohama                                                                 | Shizuka Arakawa                                                          | Fumie Suguri                                                             | Yuka Kanazawa                                                            |          |
| 1999–00  | Fukuoka                                                                  | Chisato Shiina                                                           | Arisa Yamazaki                                                           | Fumie Suguri                                                             |          |
| 2000–01  | Nagano                                                                   | Fumie Suguri                                                             | Shizuka Arakawa                                                          | Yoshie Onda                                                              |          |
| 2001–02  | Osaka                                                                    | Fumie Suguri                                                             | Shizuka Arakawa                                                          | Miki Andō                                                                |          |
| 2002–03  | Kyoto                                                                    | Fumie Suguri                                                             | Yoshie Onda                                                              | Shizuka Arakawa                                                          |          |
| 2003–04  | Nagano                                                                   | Miki Andō                                                                | Fumie Suguri                                                             | Shizuka Arakawa                                                          |          |
| 2004–05  | Yokohama                                                                 | Miki Andō                                                                | Mao Asada                                                                | Fumie Suguri                                                             |          |
| 2005–06  | Tokyo                                                                    | Fumie Suguri                                                             | Mao Asada                                                                | Shizuka Arakawa                                                          | [ 7 ]    |
| 2006–07  | Nagoya                                                                   | Mao Asada                                                                | Miki Andō                                                                | Yukari Nakano                                                            | [ 8 ]    |
| 2007–08  | Kadoma                                                                   | Mao Asada                                                                | Miki Andō                                                                | Yukari Nakano                                                            | [ 9 ]    |
| 2008–09  | Nagano                                                                   | Mao Asada                                                                | Fumie Suguri                                                             | Miki Andō                                                                | [ 10 ]   |
| 2009–10  | Kadoma                                                                   | Mao Asada                                                                | Akiko Suzuki                                                             | Yukari Nakano                                                            | [ 11 ]   |
| 2010–11  | Nagano                                                                   | Miki Andō                                                                | Mao Asada                                                                | Kanako Murakami                                                          | [ 12 ]   |
| 2011–12  | Kadoma                                                                   | Mao Asada                                                                | Akiko Suzuki                                                             | Kanako Murakami                                                          | [ 13 ]   |
| 2012–13  | Sapporo                                                                  | Mao Asada                                                                | Kanako Murakami                                                          | Satoko Miyahara                                                          | [ 14 ]   |
| 2013–14  | Saitama                                                                  | Akiko Suzuki                                                             | Kanako Murakami                                                          | Mao Asada                                                                | [ 15 ]   |
| 2014–15  | Nagano                                                                   | Satoko Miyahara                                                          | Rika Hongō                                                               | Wakaba Higuchi                                                           | [ 16 ]   |
| 2015–16  | Sapporo                                                                  | Satoko Miyahara                                                          | Wakaba Higuchi                                                           | Mao Asada                                                                | [ 17 ]   |
| 2016–17  | Osaka                                                                    | Satoko Miyahara                                                          | Wakaba Higuchi                                                           | Mai Mihara                                                               | [ 18 ]   |
| 2017–18  | Tokyo                                                                    | Satoko Miyahara                                                          | Kaori Sakamoto                                                           | Rika Kihira                                                              | [ 19 ]   |
| 2018–19  | Osaka                                                                    | Kaori Sakamoto                                                           | Rika Kihira                                                              | Satoko Miyahara                                                          | [ 20 ]   |
| 2019–20  | Tokyo                                                                    | Rika Kihira                                                              | Wakaba Higuchi                                                           | Tomoe Kawabata                                                           | [ 21 ]   |
| 2020–21  | Nagano                                                                   | Rika Kihira                                                              | Kaori Sakamoto                                                           | Satoko Miyahara                                                          | [ 22 ]   |
| 2021–22  | Saitama                                                                  | Kaori Sakamoto                                                           | Wakaba Higuchi                                                           | Mana Kawabe                                                              | [ 23 ]   |
| 2022–23  | Osaka                                                                    | Kaori Sakamoto                                                           | Mai Mihara                                                               | Mao Shimada                                                              | [ 24 ]   |
| 2023–24  | Nagano                                                                   | Kaori Sakamoto                                                           | Mone Chiba                                                               | Mao Shimada                                                              | [ 25 ]   |
| 2024–25  | Kadoma                                                                   | Kaori Sakamoto                                                           | Mao Shimada                                                              | Wakaba Higuchi                                                           | [ 26 ]   |

### Coppie[28]
| Stagione | Località  | Oro                                    | Argento                                  | Bronzo                             | Dettagli |
| 1955–56  | Kyoto     | Fumiko Nishimura / Kinehiko Takizawa   | Nessun altro partecipante                | Nessun altro partecipante          |          |
| 1956–57  | Tokyo     | Sumiko Shimodaira / Masamizu Kobayashi | Tsuyako Takada / Kenzou Nishida          | Nessun altro partecipante          |          |
| 1957–58  | Tokyo     | Sumiko Shimodaira / Masamizu Kobayashi | Tsuyako Takada / Kenzou Nishida          | Nessun altro partecipante          |          |
| 1958–59  | Osaka     | Kuwana Junko / Takatsugu Hashiguchi    | Sumiko Shimodaira / Masamizu Kobayashi   | Junko Takada / Kenzou Nishida      |          |
| 1959–60  | Tokyo     | Atsuko Onoda / Takatsugu Hashiguchi    | Nessun altro partecipante                | Nessun altro partecipante          |          |
| 1960–61  | Tokyo     | Hiroko Ooiwa / Kazuhiko Kakita         | Machiko Kinoshita / Takatsugu Hashiguchi | Mihoko Ogita / Takakazu Kawamura   |          |
| 1961–62  | Osaka     | Mieko Ooiwa / Yutaka Dōke              | Nessun altro partecipante                | Nessun altro partecipante          |          |
| 1962–63  | Tokyo     | Mieko Ooiwa / Yutaka Dōke              | Nessun altro partecipante                | Nessun altro partecipante          |          |
| 1963–64  | Tokyo     | Noriko Harada / Takatsugu Hashiguchi   | Nessun altro partecipante                | Nessun altro partecipante          |          |
| 1964–65  | Osaka     | Nessun partecipante                    | Nessun partecipante                      | Nessun partecipante                |          |
| 1965–66  | Tomakomai | Nessun partecipante                    | Nessun partecipante                      | Nessun partecipante                |          |
| 1966–67  | Tokyo     | Komako Iwadate / Masayasu Iguchi       | Nessun altro partecipante                | Nessun altro partecipante          |          |
| 1967–68  | Tokyo     | Kotoe Nagasawa / Hiroshi Nagakubo      | Sachiko Kobayashi / Koji Tanaka          | Nessun altro partecipante          |          |
| 1968–69  | Tokyo     | Kotoe Nagasawa / Hiroshi Nagakubo      | Nessun altro partecipante                | Nessun altro partecipante          |          |
| 1969–70  | Osaka     | Kotoe Nagasawa / Hiroshi Nagakubo      | Nessun altro partecipante                | Nessun altro partecipante          |          |
| 1970–71  | Tokyo     | Kotoe Nagasawa / Hiroshi Nagakubo      | Nessun altro partecipante                | Nessun altro partecipante          |          |
| 1971–72  | Sapporo   | Kotoe Nagasawa / Hiroshi Nagakubo      | Nessun altro partecipante                | Nessun altro partecipante          |          |
| 1972–73  | Osaka     | Huziko Seki / Toshimitsu Doke          | Nessun altro partecipante                | Nessun altro partecipante          |          |
| 1973–74  | Kyoto     | Nessun partecipante                    | Nessun partecipante                      | Nessun partecipante                |          |
| 1974–75  | Hiroshima | Nessun partecipante                    | Nessun partecipante                      | Nessun partecipante                |          |
| 1975–76  | Tokyo     | Kyoko Hagiwara / Sumio Murata          | Hamae Kato / Hiromichi Hagino            | Yoshiko Maruyama / ? Shouzushima   |          |
| 1976–77  | Tokyo     | Kyoko Hagiwara / Sumio Murata          | Hamae Kato / Hiromichi Hagino            | Naoko Asano / Koji Okajima         |          |
| 1977–78  | Kyoto     | Kyoko Hagiwara / Sumio Murata          | Tomoko Tanaka / Hisao Ozaki              | Hamae Kato / Hiromichi Hagino      |          |
| 1978–79  | Tokyo     | Yukiko Okabe / Takashi Mura            | Mutsumi Takezaki / Koji Okajima          | Seiko Matsumoto / Makoto Shiotani  |          |
| 1979–80  | Tokyo     | Toshimi Ito / Takashi Mura             | Nessun altro partecipante                | Nessun altro partecipante          |          |
| 1980–81  | Tokyo     | Nessun partecipante                    | Nessun partecipante                      | Nessun partecipante                |          |
| 1981–82  | Tokyo     | Nessun partecipante                    | Nessun partecipante                      | Nessun partecipante                |          |
| 1982–83  | Tokyo     | Nessun partecipante                    | Nessun partecipante                      | Nessun partecipante                |          |
| 1983–84  | Tokyo     | Nessun partecipante                    | Nessun partecipante                      | Nessun partecipante                |          |
| 1984–85  | Tokyo     | Nessun partecipante                    | Nessun partecipante                      | Nessun partecipante                |          |
| 1985–86  | Tokyo     | Nessun partecipante                    | Nessun partecipante                      | Nessun partecipante                |          |
| 1986–87  | Tokyo     | Akiko Nogami / Yoichi Yamazaki         | Hikaru Tsuchino / Takaya Usuda           | Nessun altro partecipante          |          |
| 1987–88  | Tokyo     | Akiko Nogami / Yoichi Yamazaki         | Hikaru Tsuchino / Takaya Usuda           | Nessun altro partecipante          |          |
| 1988–89  | Tokyo     | Yuki Shoji / Takaya Usuda              | Nessun altro partecipante                | Nessun altro partecipante          |          |
| 1989–90  | Fukuoka   | Nessun partecipante                    | Nessun partecipante                      | Nessun partecipante                |          |
| 1990–91  | Yokohama  | Rena Inoue / Tomoaki Koyama            | Nessun altro partecipante                | Nessun altro partecipante          |          |
| 1991–92  | Kōbe      | Rena Inoue / Tomoaki Koyama            | Nessun altro partecipante                | Nessun altro partecipante          |          |
| 1992–93  | Nagoya    | Yukiko Kawasaki / Aleksej Tichonov     | Nessun altro partecipante                | Nessun altro partecipante          |          |
| 1993–94  | Yokohama  | Yukiko Kawasaki / Aleksej Tichonov     | Nessun altro partecipante                | Nessun altro partecipante          |          |
| 1995–96  | Yokohama  | Nessun partecipante                    | Nessun partecipante                      | Nessun partecipante                |          |
| 1996–97  | Nagano    | Marie Arai / Yamato Tamura             | Makiko Ogasawara / Takeo Ogasawara       | Takako Kimura / Ken'ichi Mise      |          |
| 1997–98  | Kōbe      | Marie Arai / Shin Amano                | Nessun altro partecipante                | Nessun altro partecipante          |          |
| 1998–99  | Yokohama  | Nessun partecipante                    | Nessun partecipante                      | Nessun partecipante                |          |
| 1999–00  | Fukuoka   | Makiko Ogasawara / Takeo Ogasawara     | Nessun altro partecipante                | Nessun altro partecipante          |          |
| 2000–01  | Nagano    | Makiko Ogasawara / Takeo Ogasawara     | Nessun altro partecipante                | Nessun altro partecipante          |          |
| 2001–02  | Osaka     | Juko Kavaguti / Alexander Markuntsov   | Makiko Ogasawara / Takeo Ogasawara       | Nessun altro partecipante          |          |
| 2002–03  | Kyoto     | Juko Kavaguti / Alexander Markuntsov   | Makiko Ogasawara / Takeo Ogasawara       | Nessun altro partecipante          |          |
| 2003–04  | Nagano    | Nessun partecipante                    | Nessun partecipante                      | Nessun partecipante                |          |
| 2004–05  | Yokohama  | Juko Kavaguti / Devin Patrick          | Nessun altro partecipante                | Nessun altro partecipante          |          |
| 2005–06  | Tokyo     | Nessun partecipante                    | Nessun partecipante                      | Nessun partecipante                | [ 7 ]    |
| 2006–07  | Nagoya    | Nessun partecipante                    | Nessun partecipante                      | Nessun partecipante                | [ 8 ]    |
| 2007–08  | Kadoma    | Nessun partecipante                    | Nessun partecipante                      | Nessun partecipante                | [ 9 ]    |
| 2008–09  | Nagano    | Narumi Takahashi / Mervin Tran         | Nessun altro partecipante'               | Nessun altro partecipante'         | [ 10 ]   |
| 2009–10  | Kadoma    | Narumi Takahashi / Mervin Tran         | Nessun altro partecipante                | Nessun altro partecipante          | [ 11 ]   |
| 2010–11  | Nagano    | Narumi Takahashi / Mervin Tran         | Nessun altro partecipante                | Nessun altro partecipante          | [ 12 ]   |
| 2011–12  | Kadoma    | Narumi Takahashi / Mervin Tran         | Nessun altro partecipante                | Nessun altro partecipante          | [ 13 ]   |
| 2012–13  | Sapporo   | No competitors                         | No competitors                           | No competitors                     | [ 14 ]   |
| 2013–14  | Saitama   | Narumi Takahashi / Ryūichi Kihara      | Nessun altro partecipante                | Nessun altro partecipante          | [ 15 ]   |
| 2014–15  | Nagano    | Narumi Takahashi / Ryūichi Kihara      | Nessun altro partecipante                | Nessun altro partecipante          | [ 16 ]   |
| 2015–16  | Sapporo   | Sumire Suto / Francis Boudreau-Audet   | Marin Ono / Wesley Killing               | Miu Suzaki / Ryūichi Kihara        | [ 17 ]   |
| 2016–17  | Osaka     | Sumire Suto / Francis Boudreau-Audet   | Miu Suzaki / Ryūichi Kihara              | Marin Ono / Wesley Killing         | [ 18 ]   |
| 2017–18  | Tokyo     | Miu Suzaki / Ryūichi Kihara            | Narumi Takahashi / Ryo Shibata           | Riku Miura / Shoya Ichihashi       | [ 19 ]   |
| 2018–19  | Osaka     | Miu Suzaki / Ryūichi Kihara            | Nessun altro partecipante                | Nessun altro partecipante          | [ 20 ]   |
| 2019–20  | Tokyo     | Riku Miura / Ryūichi Kihara            | Nessun altro partecipante                | Nessun altro partecipante          | [ 21 ]   |
| 2020–21  | Nagano    | Cancellato                             | Cancellato                               | Cancellato                         | [ 22 ]   |
| 2021-22  | Saitama   | Miyu Yunoki / Shoya Ichihashi          | Nessun altro partecipante                | Nessun altro partecipante          | [ 23 ]   |
| 2022–23  | Osaka     | Haruna Murakami / Sumitada Moriguchi   | Nessun altro partecipante                | Nessun altro partecipante          | [ 24 ]   |
| 2023–24  | Nagano    | Yuna Nagaoka / Sumitada Moriguchi      | Nessun altro partecipante                | Nessun altro partecipante          | [ 25 ]   |
| 2024–25  | Kadoma    | Riku Miura / Ryūichi Kihara            | Yuna Nagaoka / Sumitada Moriguchi        | Sae Shimizu / Lucas Tsuyoshi Honda | [ 26 ]   |

### Danza su ghiaccio[29]
| Stagione | Località  | Oro                                     | Argento                             | Bronzo                             | Dettagli |
| 1956–57  | Tokyo     | Satoshi Kaneko / Masami Takeuchi Yoshio | Toshiko Hutioka / Masaharu Katayama | Yoshie Arai / Arata Yoshikawa      |          |
| 1957–58  | Tokyo     | Satoshi Kaneko / Masami Takeuchi Yoshio | Toshiko Hutioka / Masaharu Katayama | Yoshie Arai / Arata Yoshikawa      |          |
| 1958–59  | Osaka     | Satoshi Kaneko / Masami Takeuchi Yoshio | Toshiko Hutioka / Masaharu Katayama | Setsuko Sannai / Kenzi Takeda      |          |
| 1959–60  | Tokyo     | Satoshi Kaneko / Masami Takeuchi Yoshio | Idemitsu Junko / Takayuki Bessyo    | Mieko Ooiwa / Nagahisa Ono         |          |
| 1960–61  | Tokyo     | Satoshi Kaneko / Masami Takeuchi Yoshio | Idemitsu Junko / Takayuki Bessyo    | Mieko Ooiwa / Doke Yutaka          |          |
| 1961–62  | Osaka     | Satoshi Kaneko / Masami Takeuchi Yoshio | Nessun altro partecipante           | Nessun altro partecipante          |          |
| 1962–63  | Tokyo     | Satoshi Kaneko / Masami Takeuchi Yoshio | Nessun altro partecipante           | Nessun altro partecipante          |          |
| 1963–64  | Tokyo     | Satoshi Kaneko / Masami Takeuchi Yoshio | Sumiko Bessyo / Takayuki Bessyo     | Noriko Yuzawa / Matsumoto Norihisa |          |
| 1964–65  | Osaka     | Sumiko Bessyo / Takayuki Bessyo         | Fujise Kiyoko / Katsutoshi Morinaga | Nessun altro partecipante          |          |
| 1965–66  | Tomakomai | Noriko Yuzawa / Matsumoto Norihisa      | Reiko Inoue / Mitsuaki Hirose       | Nessun altro partecipante          |          |
| 1966–67  | Tokyo     | Noriko Yuzawa / Matsumoto Norihisa      | Reiko Inoue / Mitsuaki Hirose       | Nessun altro partecipante          |          |
| 1967–68  | Tokyo     | Mayumi Akahiro / Tamura Masato          | Nessun altro partecipante           | Nessun altro partecipante          |          |
| 1968–69  | Tokyo     | Ishikawa Yoko / Nishihama Naotoshi      | Noriko Harada / Joji Oh'hamazaki    | Tsuyama Fumi / Hiroshi Kobayashi   |          |
| 1969–70  | Osaka     | Toshie Sakurai / Motoe Sakurai          | Tsuyama Fumi / Hiroshi Kobayashi    | Nessun altro partecipante          |          |
| 1970–71  | Tokyo     | Keiko Atiwa / Yasuyuki Noto             | Toshie Sakurai / Motoe Sakurai      | Nessun altro partecipante          |          |
| 1971–72  | Sapporo   | Keiko Atiwa / Yasuyuki Noto             | Nessun altro partecipante           | Nessun altro partecipante          |          |
| 1972–73  | Osaka     | Toshie Sakurai / Motoe Sakurai          | Nessun altro partecipante           | Nessun altro partecipante          |          |
| 1973–74  | Kyoto     | Yoshiko Nakada / Toshimitsu Doke        | Tamami Abe / Hirohiko Komata        | Nessun altro partecipante          |          |
| 1974–75  | Hiroshima | Misato Kage / Masanori Takeda           | Tamami Abe / Hirohiko Komata        | Naoko Katou / Akira Naitou         |          |
| 1975–76  | Tokyo     | Misato Kage / Masanori Takeda           | Yasuko Ikejiri / Toshimitsu Doke    | Tomoko Koide / Ryouichi Kobayashi  |          |
| 1976–77  | Tokyo     | Misa Kage / Masanori Takeda             | Sachiko Sakano / Tadayuki Takahashi | Yumiko Kage / Toshinori Fujisawa   |          |
| 1977–78  | Kyoto     | Michiko Abe / Nozomu Sakai              | Yumiko Kage / Tadayuki Takahashi    | Sachiko Sakano / Akira Sekine      |          |
| 1978–79  | Tokyo     | Yumiko Kage / Tadayuki Takahashi        | Michiko Abe / Nozomu Sakai          | Noriko Sato / Akira Sekine         |          |
| 1979–80  | Tokyo     | Noriko Sato / Tadayuki Takahashi        | Michiko Abe / Nozomu Sakai          | Rumiko Michiue / Toshiyuki Tanaka  |          |
| 1980–81  | Tokyo     | Noriko Sato / Tadayuki Takahashi        | Yumimo Kage / Yuuki Nakajima        | Akiko Okabe / Tamao Arai           |          |
| 1981–82  | Tokyo     | Noriko Sato / Tadayuki Takahashi        | Akiko Okabe / Tamao Arai            | Tomoko Tanaka / Hiroyuki Suzuki    |          |
| 1982–83  | Tokyo     | Noriko Sato / Tadayuki Takahashi        | Yumimo Kage / Yuuki Nakajima        | Tomoko Tanaka / Hiroyuki Suzuki    |          |
| 1983–84  | Tokyo     | Noriko Sato / Tadayuki Takahashi        | Tomoko Tanaka / Hiroyuki Suzuki     | Yumimo Kage / Yuuki Nakajima       |          |
| 1984–85  | Tokyo     | Noriko Sato / Tadayuki Takahashi        | Tomoko Tanaka / Hiroyuki Suzuki     | Junko Ito / Hiroaki Tokita         |          |
| 1985–86  | Tokyo     | Tomoko Tanaka / Hiroyuki Suzuki         | Junko Ito / Hiroaki Tokita          | Kaoru Takino / Kenji Takino        |          |
| 1986–87  | Tokyo     | Tomoko Tanaka / Hiroyuki Suzuki         | Junko Ito / Hiroaki Tokita          | Kaoru Takino / Kenji Takino        |          |
| 1987–88  | Tokyo     | Tomoko Tanaka / Hiroyuki Suzuki         | Kaoru Takino / Kenji Takino         | Junko Ito / Hiroaki Tokita         |          |
| 1988–89  | Tokyo     | Kaoru Takino / Kenji Takino             | Syoko Higashino / Tatsuro Matsumura | Kayo Shirahata / Hiroshi Tanaka    |          |
| 1989–90  | Fukuoka   | Kaoru Takino / Kenji Takino             | Syoko Higashino / Tatsuro Matsumura | Kayo Shirahata / Hiroshi Tanaka    |          |
| 1990–91  | Yokohama  | Kaoru Takino / Kenji Takino             | Syoko Higashino / Tatsuro Matsumura | Kayo Shirahata / Hiroshi Tanaka    |          |
| 1991–92  | Kōbe      | Kaoru Takino / Kenji Takino             | Syoko Higashino / Tatsuro Matsumura | Nakako Tsuzuki / Kazu Nakamura     |          |
| 1992–93  | Nagoya    | Kayo Shirahata / Hiroshi Tanaka         | Nakako Tsuzuki / Kazu Nakamura      | Misao Sato / Go Sakai              |          |
| 1993–94  | Yokohama  | Nakako Tsuzuki / Kazu Nakamura          | Yuki Habuki / Hitoshi Koizumi       | Misao Sato / Go Sakai              |          |
| 1994–95  | Kōbe      | Nakako Tsuzuki / Juris Razguliaiev      | Aya Kawai / Hiroshi Tanaka          | Yuki Habuki / Hitoshi Koizumi      |          |
| 1995–96  | Yokohama  | Nakako Tsuzuki / Juris Razguliaiev      | Aya Kawai / Hiroshi Tanaka          | Akiko Kinoshita / Yosuke Moriwaki  |          |
| 1996–97  | Nagano    | Aya Kawai / Hiroshi Tanaka              | Akiko Kinoshita / Yosuke Moriwaki   | Nozomi Watanabe / Akiyuki Kido     |          |
| 1997–98  | Kōbe      | Aya Kawai / Hiroshi Tanaka              | Nozomi Watanabe / Akiyuki Kido      | Aya Hatsuda / Koichi Suyama        |          |
| 1998–99  | Yokohama  | Nakako Tsuzuki / Rinat Farkhoutdinov    | Rie Arikawa / Kenji Miyamoto        | Nozomi Watanabe / Akiyuki Kido     |          |
| 1999–00  | Fukuoka   | Nakako Tsuzuki / Rinat Farkhoutdinov    | Nozomi Watanabe / Akiyuki Kido      | Rie Arikawa / Kenji Miyamoto       |          |
| 2000–01  | Nagano    | Nakako Tsuzuki / Rinat Farkhoutdinov    | Nozomi Watanabe / Akiyuki Kido      | Rie Arikawa / Kenji Miyamoto       |          |
| 2001–02  | Osaka     | Rie Arikawa / Kenji Miyamoto            | Nozomi Watanabe / Akiyuki Kido      | Masumi Haruki / Hiroaki Tokita     |          |
| 2002–03  | Kyoto     | Rie Arikawa / Kenji Miyamoto            | Nozomi Watanabe / Akiyuki Kido      | Masumi Haruki / Hiroaki Tokita     |          |
| 2003–04  | Nagano    | Nozomi Watanabe / Akiyuki Kido          | Nakako Tsuzuki / Kenji Miyamoto     | Yurie Oda / Sho Kagayama           |          |
| 2004–05  | Yokohama  | Nozomi Watanabe / Akiyuki Kido          | Nakako Tsuzuki / Kenji Miyamoto     | Minami Sakacho / Tatsuya Sakacho   |          |
| 2005–06  | Tokyo     | Nozomi Watanabe / Akiyuki Kido          | Nakako Tsuzuki / Kenji Miyamoto     | Minami Sakacho / Tatsuya Sakacho   | [ 7 ]    |
| 2006–07  | Nagoya    | Nozomi Watanabe / Akiyuki Kido          | Cathy Reed / Chris Reed             | Minami Sakacho / Tatsuya Sakacho   | [ 8 ]    |
| 2007–08  | Kadoma    | Cathy Reed / Chris Reed                 | Nessun altro partecipante           | Nessun altro partecipante          | [ 9 ]    |
| 2008–09  | Nagano    | Cathy Reed / Chris Reed                 | Nana Sugiki / Taiyo Mizutani        | Emi Hirai / Ayato Yuzawa           | [ 10 ]   |
| 2009–10  | Kadoma    | Cathy Reed / Chris Reed                 | Emi Hirai / Taiyo Mizutani          | Nessun altro partecipante          | [ 11 ]   |
| 2010–11  | Nagano    | Cathy Reed / Chris Reed                 | Emi Hirai / Taiyo Mizutani          | Nessun altro partecipante          | [ 12 ]   |
| 2011–12  | Kadoma    | Bryna Oi / Taiyo Mizutani               | Emi Hirai / Marien de la Asuncion   | Anna Takei / Yuya Yamada           | [ 13 ]   |
| 2012–13  | Sapporo   | Cathy Reed / Chris Reed                 | Emi Hirai / Marien de la Asuncion   | Bryna Oi / Taiyo Mizutani          | [ 14 ]   |
| 2013–14  | Saitama   | Cathy Reed / Chris Reed                 | Emi Hirai / Marien de la Asuncion   | Shizuru Agata / Kentaro Suzuki     | [ 15 ]   |
| 2014–15  | Nagano    | Cathy Reed / Chris Reed                 | Emi Hirai / Marien de la Asuncion   | Kana Muramoto / Hiroichi Noguchi   | [ 16 ]   |
| 2015–16  | Sapporo   | Kana Muramoto / Chris Reed              | Emi Hirai / Marien de la Asuncion   | Ibuki Mori / Kentaro Suzuki        | [ 17 ]   |
| 2016–17  | Osaka     | Kana Muramoto / Chris Reed              | Emi Hirai / Marien de la Asuncion   | Misato Komatsubara / Tim Koleto    | [ 18 ]   |
| 2017–18  | Tokyo     | Kana Muramoto / Chris Reed              | Misato Komatsubara / Tim Koleto     | Rikako Fukase / Aru Tateno         | [ 19 ]   |
| 2018–19  | Osaka     | Misato Komatsubara / Tim Koleto         | Kiria Hirayama / Axel Lamasse       | Mio Iida / Kenta Ishibashi         | [ 20 ]   |
| 2019–20  | Tokyo     | Misato Komatsubara / Tim Koleto         | Rikako Fukase / Eichu Cho           | Kiria Hirayama / Kenta Ishibashi   | [ 21 ]   |
| 2020–21  | Nagano    | Misato Komatsubara / Tim Koleto         | Kana Muramoto / Daisuke Takahashi   | Rikako Fukase / Eichu Cho          | [ 22 ]   |
| 2021-22  | Saitama   | Misato Komatsubara / Tim Koleto         | Kana Muramoto / Daisuke Takahashi   | Ayumi Takanami / Shingo Nishiyama  | [ 23 ]   |
| 2022–23  | Osaka     | Kana Muramoto / Daisuke Takahashi       | Misato Komatsubara / Tim Koleto     | Nicole Takahashi / Shiloh Judd     | [ 24 ]   |
| 2023–24  | Nagano    | Misato Komatsubara / Tim Koleto         | Azusa Tanaka / Shingo Nishiyama     | Utana Yoshida / Masaya Morita      | [ 25 ]   |
| 2024–25  | Kadoma    | Utana Yoshida / Masaya Morita           | Azusa Tanaka / Shingo Nishiyama     | Ayano Sasaki / Yoshimitsu Ikeda    | [ 26 ]   |